# بيلي هارفي
بيلي هارفي (بالإنجليزية: Billy Harvey)‏ هو لاعب كرة قدم أسترالية أسترالي، ولد في 25 أكتوبر 1892 في Canterbury, Victoria ‏ في أستراليا، وتوفي في 14 سبتمبر 1917 في يبر في بلجيكا.

## وصلات خارجية
- بيلي هارفي على موقع AustralianFootball.com (الإنجليزية)
- بيلي هارفي على موقع AFLtables.com (الإنجليزية)